# Sierżnia
Sierżnia – wieś w Polsce położona w województwie łódzkim, w powiecie zgierskim, w gminie Stryków, w otulinie Parku Krajobrazowego Wzniesień Łódzkich.
W latach 1975–1998 miejscowość administracyjnie należała do ówczesnego województwa łódzkiego.